# Charles Gavan Power

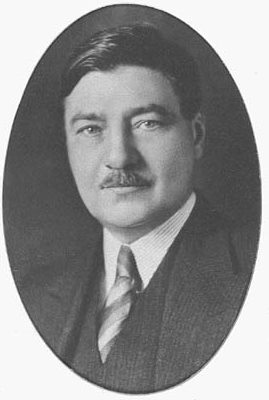
Charles Gavan Power

Hon. Charles „Chubby“ Gavan Power, PC (* 18. Januar 1888 in Sillery, Québec; † 30. Mai 1968 in Québec, Québec) war ein kanadischer Jurist und Politiker der Liberalen Partei, der unter anderem zwischen 1917 und 1955 fast 38 Jahre lang Mitglied des Unterhauses sowie im 16. kanadischen Kabinett als Minister für Renten und nationale Gesundheit (1935 bis 1939), Generalpostmeister (1939 bis 1940) und Minister für nationale Luftverteidigung (1940 bis 1944) fungierte. Er war des Weiteren 1940 geschäftsführender Verteidigungsminister sowie nach seinem Ausscheiden aus dem Unterhaus von 1955 bis zu seinem Tode 1968 Bundessenator für Québec, so dass er mehr als 50 Jahre lang dem Parlament von Kanada als Mitglied angehörte.

## Leben

### Eishockeyspieler, Rechtsanwalt und Erster Weltkrieg
Charles Gavan Power war der Sohn des Holzhändlers William Power, der zwischen 1902 und 1908 sowie erneut von 1911 bis 1917 für die Liberale Partei Mitglied des Unterhauses war. Er begann nach dem Schulbesuch ein Studium der Rechtswissenschaften und spielte während des Studiums Eishockey für die Quebec Bulldogs, die zwischen 1908 und 1909 zur Eastern Canada Amateur Hockey Association (ECAHA) gehörten. Nach Abschluss des Studiums und der anwaltlichen Zulassung war er als Rechtsanwalt tätig.
Während des Ersten Weltkrieges diente er zwischen dem 2. Januar 1915 und dem 1. Januar 1918 in der Canadian Expeditionary Force (CEF) und war zunächst Angehöriger im Westmount Battalion, dann im 3rd Battalion (Toronto Regiment) sowie später im 14th Battalion (Royal Montreal Regiment). Zuletzt diente er als Hauptmann und kommissarischer Major und wurde bei Kampfeinsätzen zwei Mal verwundet. 

### Unterhausabgeordneter, Wiederwahlen ins Unterhaus und Ausschussvorsitzender

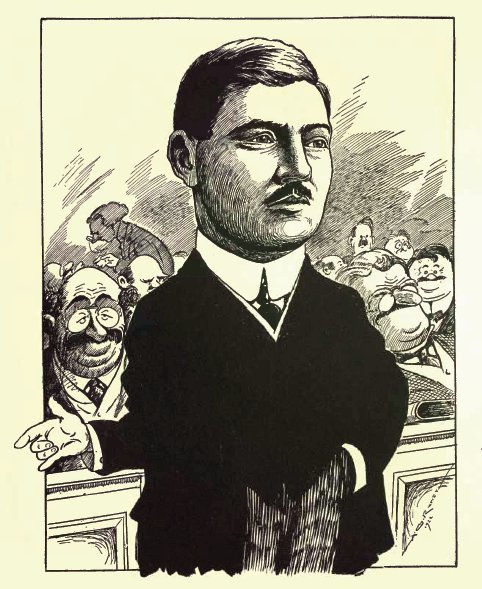
Power in Canadian men of affairs in cartoon (1922).

Bei der Unterhauswahl am 17. Dezember 1917 wurde er als Vertreter der liberalen Opposition im Wahlkreis Québec South mit 3816 Stimmen erstmals zum Mitglied des Unterhauses gewählt. Bei den Unterhauswahlen am 6. Dezember 1921 sowie am 29. Oktober 1925 wurde er mit 6645 beziehungsweise 6780 Stimmen jeweils im Wahlkreis Québec South wiedergewählt. Während der 13.  (1917 bis 1921), 14.  (1921 bis 1925) sowie 15. Legislaturperiode (1925 bis 1926) war er jeweils Mitglied zahlreicher Ständiger Ausschüsse und Sonderausschüsse des Unterhauses.
Chubby Power wurde bei der Unterhauswahl am 14. September 1926 mit 6527 Stimmen im Wahlkreis Québec South wiedergewählt. In der darauf folgenden 16. Legislaturperiode (1926 bis 1930) war er wiederum Mitglied verschiedener Ständiger Ausschüsse und Sonderausschüsse des Unterhauses. Zeitweilig fungierte er als Vorsitzender des Sonderausschusses für Renten und Probleme rückgekehrter Soldaten, des Sonderausschusses für das Dominion-Wahlgesetz von 1920 und das Gesetz zur Untersuchung korrupter Praktiken. Bei der Unterhauswahl am 28. Juli 1930 konnte er sein Wahlergebnis auf 8086 Stimmen verbessern und wurde im Wahlkreis Québec South erneut zum Mitglied des Unterhauses gewählt. In der anschließenden 17. Legislaturperiode (1930 bis 1935) war er abermals Mitglied verschiedener Ständiger Ausschüsse und Sonderausschüsse.

### Minister im Bundeskabinett und Rücktritt während der Wehrpflichtkrise von 1944
Bei der Unterhauswahl am 14. Oktober 1935 wurde Charles Gavan Power für die Liberal Party im Wahlkreis Québec South mit 11.270 Stimmen wieder zum Mitglied des Unterhauses gewählt. Im Anschluss war er zu Beginn der 18. Legislaturperiode (1935 bis 1940) noch einmal kurzzeitig Vorsitzender des Sonderausschusses für Renten und Probleme rückgekehrter Soldaten. Im 16. kanadischen Kabinett von Premierminister William Lyon Mackenzie King übernahm er am 23. Oktober 1935 den Posten als Minister für Renten und nationale Gesundheit und hatte diesen bis zum 18. September 1939 inne, woraufhin Ian Alistair Mackenzie seine Nachfolge antrat. Im Zuge einer Kabinettsumbildung löste er am 19. September 1939 Norman Alexander McLarty als Generalpostmeister ab und war als solcher bis zu seiner Ablösung durch James Lorimer Ilsley am 22. Mai 1940 Postminister.
Power wurde bei der Unterhauswahl am 26. März 1940 im Wahlkreis Québec South mit 15.196 Wählerstimmen abermals zum Unterhausabgeordneten gewählt. Im Zuge der Regierungsumbildung vom 23. Mai 1940 wurde er Minister für nationale Luftverteidigung und Beigeordneter Minister im Ministerium für nationale Verteidigung. Als Nachfolger von Norman McLeod Rogers fungierte er zwischen dem 11. Juni 1940 und seiner Ablösung durch James Ralston am 4. Juli 1940 auch als geschäftsführender Verteidigungsminister. Am 26. November 1944 trat er im Zuge der Wehrpflichtkrise wegen Differenzen mit der Regierung bezüglich des Gesetzes zur Nationalen Mobilisierung von seinem Amt als Minister für nationale Luftverteidigung und Beigeordneter Minister im Ministerium für nationale Verteidigung zurück. Die Wehrpflichtkrise von 1944 war eine politische und militärische Krise, die sich in Kanada während des Zweiten Weltkriegs als Folge der Einführung der Wehrpflicht ereignete. Sie hatte ähnliche Ursachen wie die Wehrpflichtkrise von 1917, die politischen Folgen waren jedoch weitaus weniger gravierend. Der kanadische Premierminister Mackenzie King (Amtszeit von 1935 bis 1948) hatte im Wahlkampf 1940 versprochen, auf die Wehrpflicht zu verzichten. Zwei Jahre später setzte die Regierung eine Volksabstimmung zu dieser Frage an. Die Wehrpflicht wurde von den Anglokanadiern mit großer Mehrheit angenommen, während die Frankokanadier sie ebenso deutlich ablehnten. Eingeführt wurde die Wehrpflicht schließlich Ende 1944, aber nur sehr zögerlich. Letztlich gelangten nur 2463 wehrpflichtige Soldaten an die Front am Boden, womit diese Maßnahme aus militärischer Sicht kaum Bedeutung hatte.

### Hinterbänkler und Bundessenator für Québec

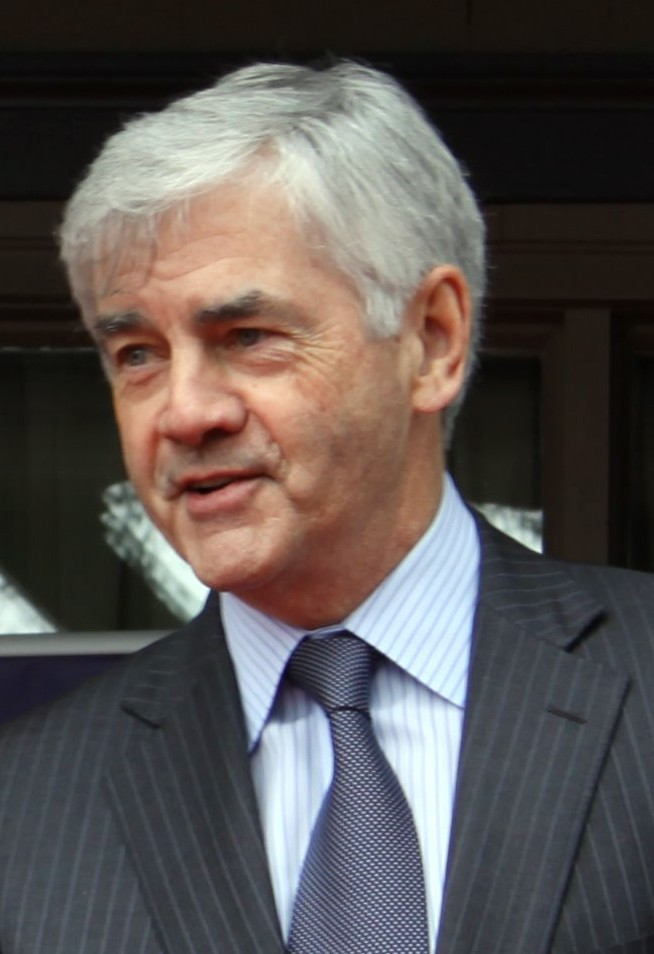
Powers Enkel Lawrence Cannon (* 1947) war für die Konservative Partei Kanadas zwischen 2006 und 2011 ebenfalls Mitglied des Unterhauses sowie unter anderem von 2008 bis 2011 als Außenminister und schließlich zwischen 2012 und 2017 als Botschafter in Frankreich.

Charles Gavan Power wurde bei der Unterhauswahl am 11. Juni 1945 mit 14.091 Wählerstimmen im Wahlkreis Québec South wiederum zum Unterhausmitglied gewählt und war während der 20. Legislaturperiode (1945 bis 1949) Mitglied des Sonderausschusses für Veteranenangelegenheiten sowie zuletzt Vorsitzender des Sonderausschusses für Umverteilung. Bei der Unterhauswahl am 27. Juni 1949 wurde er in seinem Wahlkreis Québec South wiedergewählt und erzielte dieses Mal mit 19.383 Stimmen sein bestes Ergebnis. In der darauf folgenden 21. Legislaturperiode (1949 bis 1953) war er Mitglied der Sonderausschüsse für Verteidigungsausgaben sowie für das Dominion-Wahlgesetz von 1938 und dessen Zusatzartikel. Zuletzt wurde er bei der Unterhauswahl am 10. August 1953 mit 18.950 Stimmen im Wahlkreis Québec South abermals zum Abgeordneten in das Unterhaus gewählt. Am 27. Juli 1955 legte er nach fast 38-jähriger Mitgliedschaft sein Mandat im Unterhaus nieder.
Am darauf folgenden 28. Juli 1955 wurde Chubby Power von Premierminister Louis Saint-Laurent zum Bundessenator für Québec ernannt und vertrat die Liberale Partei bis zu seinem Tode am 30. Mai 1968 im Senat von Kanada, so dass er mehr als fünfzig Jahre lang dem Parlament von Kanada als Mitglied angehörte. In der 22. (1955 bis 1957) sowie der 23. Legislaturperiode (1957 bis 1958) fungierte er als Vorsitzender des Sonderausschusses für Landnutzung in Kanada sowie als Mitglied verschiedener Ständiger Ausschüsse. In der 24.  (1958 bis 1962), der 25.  (1962 bis 1963), 26.  (1963 bis 1965) sowie der 27. Legislaturperiode (1965 bis 1968) war er Mitglied verschiedener Ständiger Ausschüsse sowie Sonderausschüsse des Senats.
Charles Gavan Power war der Vater von Francis „Frank“ Gavan Power (1918–1973), der als sein Nachfolger von 1955 bis 1958 den Wahlkreis Québec South als Mitglied im Unterhaus vertrat. Sein Enkel Lawrence Cannon (* 1947) war für die Konservative Partei Kanadas zwischen 2006 und 2011 ebenfalls Mitglied des Unterhauses sowie unter anderem von 2008 bis 2011 als Außenminister und schließlich zwischen 2012 und 2017 als Botschafter in Frankreich tätig.